# Choro Q (videogioco 1984)
Choro Q (チョロＱ?) è un videogioco a piattaforme sulla linea di automobiline Choro Q della Takara, sviluppato nel 1984 per MSX dalla Taito e pubblicato dalla Nidecom in Giappone e poi da vari editori in Europa.
È uno dei primi, insieme a Choro Q Holiday Puzzle (チョロQホリデーパズル?) per PC-88, di una lunga serie di videogiochi sulle automobiline Choro Q.

## Modalità di gioco
Il titolo è ambientato in una fabbrica di automobiline Choro Q simili a Maggiolini. Il giocatore controlla un Maggiolino giallo e deve assemblare altre automobiline. L'ambiente è bidimensionale a scorrimento orizzontale, composto dal pavimento e da tre piani di piattaforme sospese, con alcuni buchi che permettono di passare da un piano all'altro. L'auto può viaggiare a destra e sinistra, impiegando un breve tempo per accelerare e per fermarsi, e può saltare.
I nemici sono altre automobiline: fuoristrada, camion, e più avanti autoblindo (queste ultime possono anche sparare). Sono letali in caso di scontro, a meno che il Maggiolino gli salti sopra, nel qual caso solo il nemico viene distrutto. Le auto avversarie viaggiano similmente al protagonista, seguendo percorsi imprevedibili; possono anch'esse saltare su e giù dalle piattaforme e sono pericolose anche in caso di scontro a mezz'aria. Man mano che vengono distrutte ne entrano in gioco altre.
L'obiettivo di ogni livello è assemblare due automobiline, ciascuna composta da tre parti che si trovano sui tre piani, all'estremità sinistra e all'estremità destra dello scenario. Il Maggiolino deve spingere giù dal bordo delle piattaforme, in quest'ordine, il telaio, la chiave per la carica a molla, e la carrozzeria, così l'automobilina si assembla automaticamente al piano terra. Quando la prima automobilina è completata rilascia una moneta power-up, che se raccolta trasforma temporaneamente l'auto del giocatore in un Maggiolino rosso impennato che distrugge i nemici al contatto.
Completate entrambe le automobiline, si passa a un nuovo livello. Tutti i livelli hanno la stessa struttura generale, a parte la diversa disposizione dei buchi, le parti da assemblare distribuite in ordine diverso sui piani, e i nemici più numerosi e agguerriti.
Si perdono vite sia in caso di scontro, sia spingendo in ordine sbagliato o schiacciando accidentalmente le parti di automobile, sia terminando una barra dell'energia che si consuma gradualmente. L'energia avanzata a fine livello si converte in punteggio. Perciò per aumentare i punti può essere conveniente attardarsi a schiacciare nemici, oppure affrettarsi per risparmiare energia.

## Accoglienza
Sulla stampa europea Choro Q ricevette almeno due recensioni medie e due decisamente buone.
Secondo la rivista Zzap! (voto 80%) era un gioco simpatico e semplice, ma impegnativo anche per gli esperti. Secondo MSX News grafica, musica e suoni erano geniali e il gioco molto originale. Per MSX Computing il gioco era ben fatto e una sfida sia per novizi sia per esperti, ma il giudizio fu medio per via del prezzo in proporzione troppo alto.